# 1616年の聖ゲオルギウス市民警備隊士官の宴会
『1616年の聖ゲオルギウス市民警備隊士官の宴会』（1616ねんのせいゲオルギウスしみんけいびたいしかんのえんかい、蘭: Feestmaal van de officieren van de st.jorisschutterij、英: The Banquet of the Officers of the St George Militia Company in 1616）は、オランダ黄金時代の巨匠フランス・ハルスが1616年にキャンバス上に油彩で制作した集団肖像画である。画家がハールレムの聖ゲオルギウス (オランダ語で「聖ヨリス」) 市民警備隊のために描いた数点の大きな「射手組合」絵画のうちの最初の作品である。今日、ハールレムのフランス・ハルス美術館の代表作の1つとなっている。

## 背景
市民警備隊は、15世紀後半以降、オランダ各都市で発展をとげた市民有志による自警団である。ギルドの体制をとっていたが、通常の同業組合とは異なり、メンバーは全員、他に生業を持っていた。これらの市民警備隊は、竜を退治した聖ゲオルギウスや、矢で射られた聖セバスティアヌスなど武器に関連した聖人が守護聖人となっている。武器を持たない旗手は危険が多いこともあり、独身男性から選ばれるのが慣行であった。スペインからの独立戦争中は大活躍したものの、17世紀に入り、スペイン軍の攻囲の可能性が減少すると、多くの都市で市民警備隊は社交クラブに変質し、記念行事のパレードと恒例の大宴会が主なイベントであった。宴会は出費がかさんだので、1621年にハールレム市は宴会の規模を制限する法令を定めたほどである。

## 作品

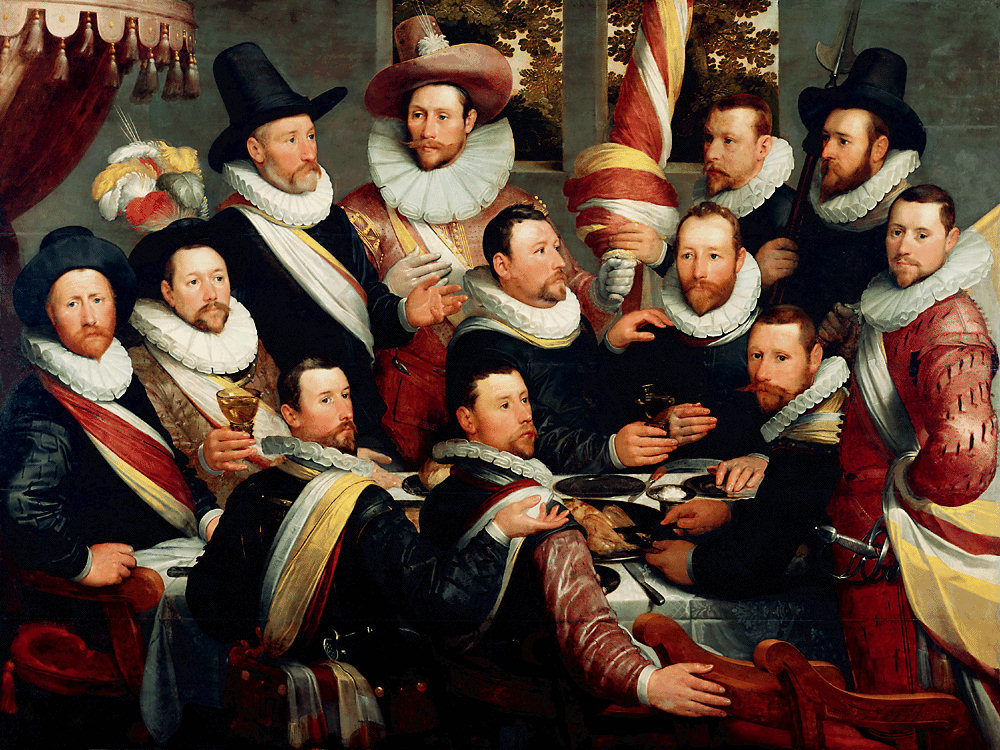
1599年の同じ市民警備隊。コルネリス・ファン・ハールレム作。

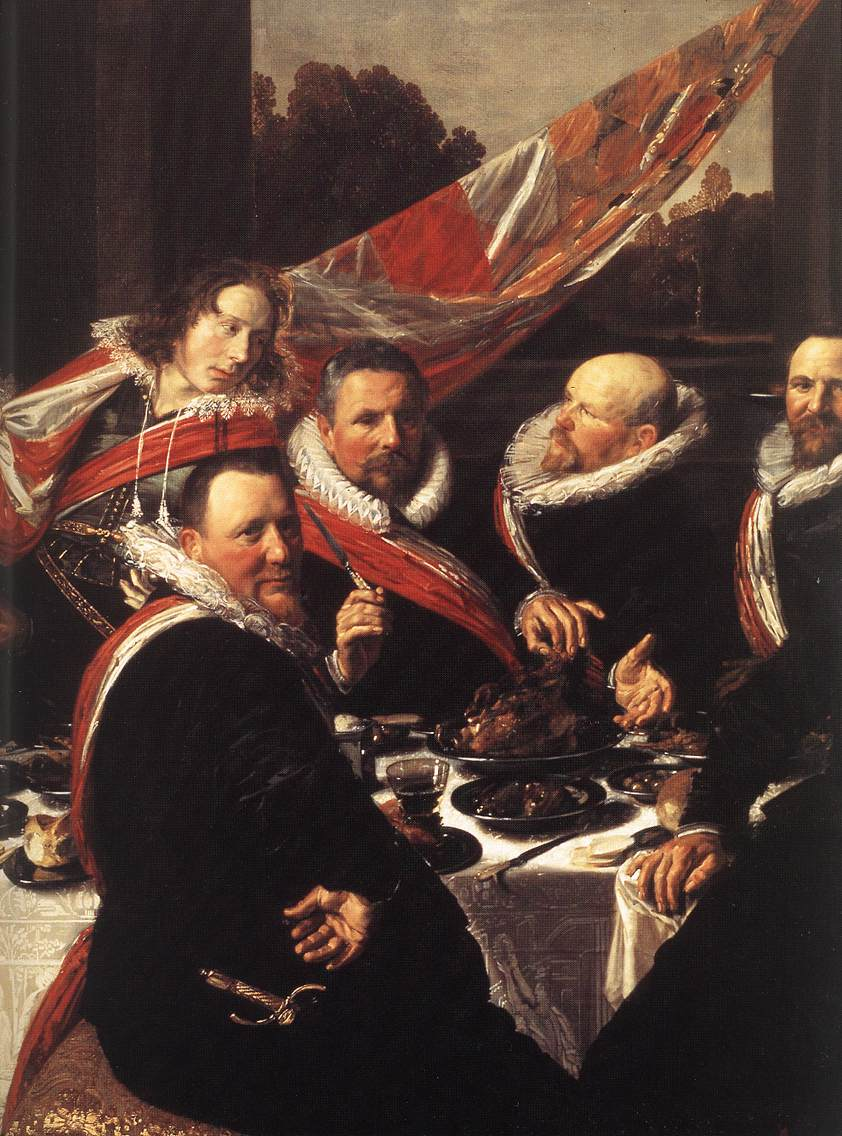
『1616年の宴会』の部分。ニコラース・ウォウテルスゾーン・ファン・デル・メール分隊長の大きな姿がテーブルを占めている。

本作を描いた時、ハルスは30代であり、肖像画家として確立された状況ではまったくなかった。無難に制作するために、彼は構図の大部分を先駆者であり、1599年に同じ市民警備隊を描いたコルネリス・ファン・ハールレムの絵画に依拠した。
課題を仕上げるだけでなく、同時に演劇的要素を加えるというほぼ不可能な仕事を与えられ、ハルスは警備隊の人間関係を判断するのに多くの時間を費やしたに違いない。彼は警備隊員たちをよく知っていたが、それは彼自身、1612–1615年の間、聖ゲオルギウス市民警備隊で奉仕していたからである。本作で、画家はそれぞれの人物の警備隊における立場を示唆し、同時に彼らの性格的特徴を描くことに成功している。コルネリス・ファン・ハールレムの絵画では、人物たちは狭い空間に押し込められたように見え、それぞれの顔は似たような表情をしているが、ハルスの集団には空間のイリュージョンと、打ち解けた会話をしている感じが与えられている。
ハルスの出世作となった本作は「スナップ写真」のような活気に満ちているが、よく観察してみると現実の写真では到底不可能な構図上の工夫が様々にこらされている。たとえば、後景の旗手の担いだ旗の斜線がテーブル左端の3人の頭部に連なり、右端の旗手の旗の斜線は隣の旗手の肩章と右腕の線に繋がって、画面の中心に向かっている。このような工夫によって、ハルスは各部分の公平な扱いと全体の調和の両立という難題を解決しているのである。
人物たちと集団の力学を描く他に、この絵画はハールレムのダマスト製テーブルクロス、椅子の上のブロケードのクッション、壁に掛かっているハルバードも表している。また、ハルスの画家としての才能も示している。すなわち、肖像、静物、風景を描く才能である。

## モデルの人物

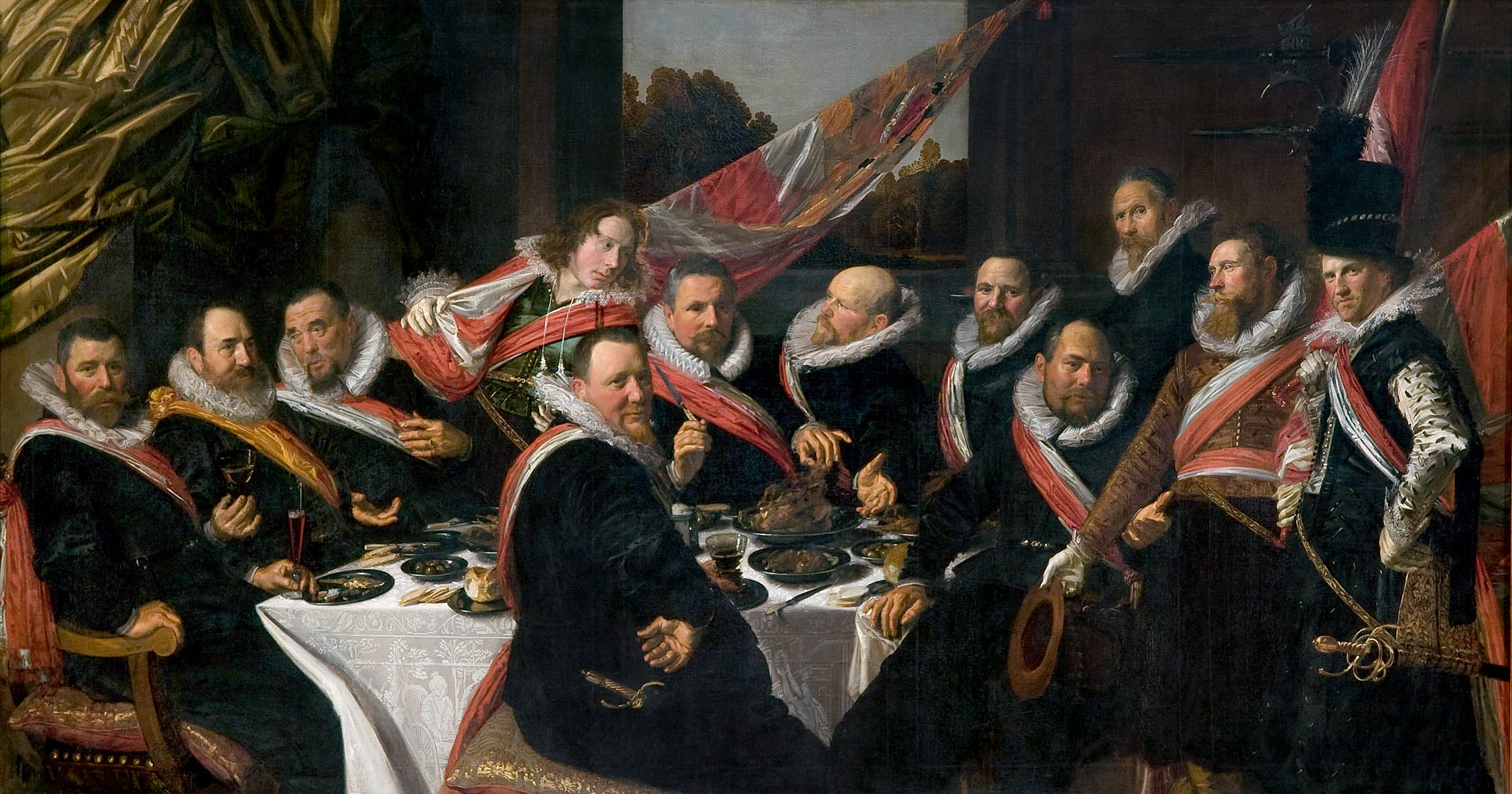
絵画は、縦175センチ、横324センチの継ぎ目のないリネン地の上に描かれており、コルネリス・ファン・ハールレムの板に描かれた先例よりも1メートル幅広である。斜めの線によって、空間の広さと奥行きの印象が与えられており、鑑賞者が旗の向こうの窓の外を眺めるように誘っている。

警備隊士官たちは、3年の任期でハールレムの市議会により選出された。 画中の集団は、ちょうど任期を終えたところであり、肖像画で任期の終了を祝っている。オレンジ色のサッシュを身に着けている男性は宴会を主催している警備隊長で、副隊長が彼の右側にいる。3人の少尉が立っており、召使が皿を運んでいる。
描かれている人物は左から右に、憲兵のヨハン・ファン・ナペルス、ヘンドリック・ファン・ベルケンローデ 隊長 (オレンジ色のサッシュを身に着けている)、ヤーコプ・ラウレンスゾーン 分隊長、ヤーコプ・コルネリスゾーン・スホウト 少尉 (旗を持っている)、フェヒテル・ヤンスゾーン・ファン・テフェレン 分隊長、コルネリス・ヤコプスゾーン・スホウト 中尉、フーホ・マテウスゾーン・スティン中尉、召使 (背後に立っている)、ヘリット・コルネリスゾーン・フラスマン 少尉、ボウデウェイン・ファン・オッフェンブルフ  少尉である。テーブルの手前の前景には、ニコラ―ス・ウォウテルスゾーン・ファン・デル・メール分隊長とピーテル・アドリアーンスゾーン・フェルベーク中尉がいる。

## 聖ヨリスドゥーレン

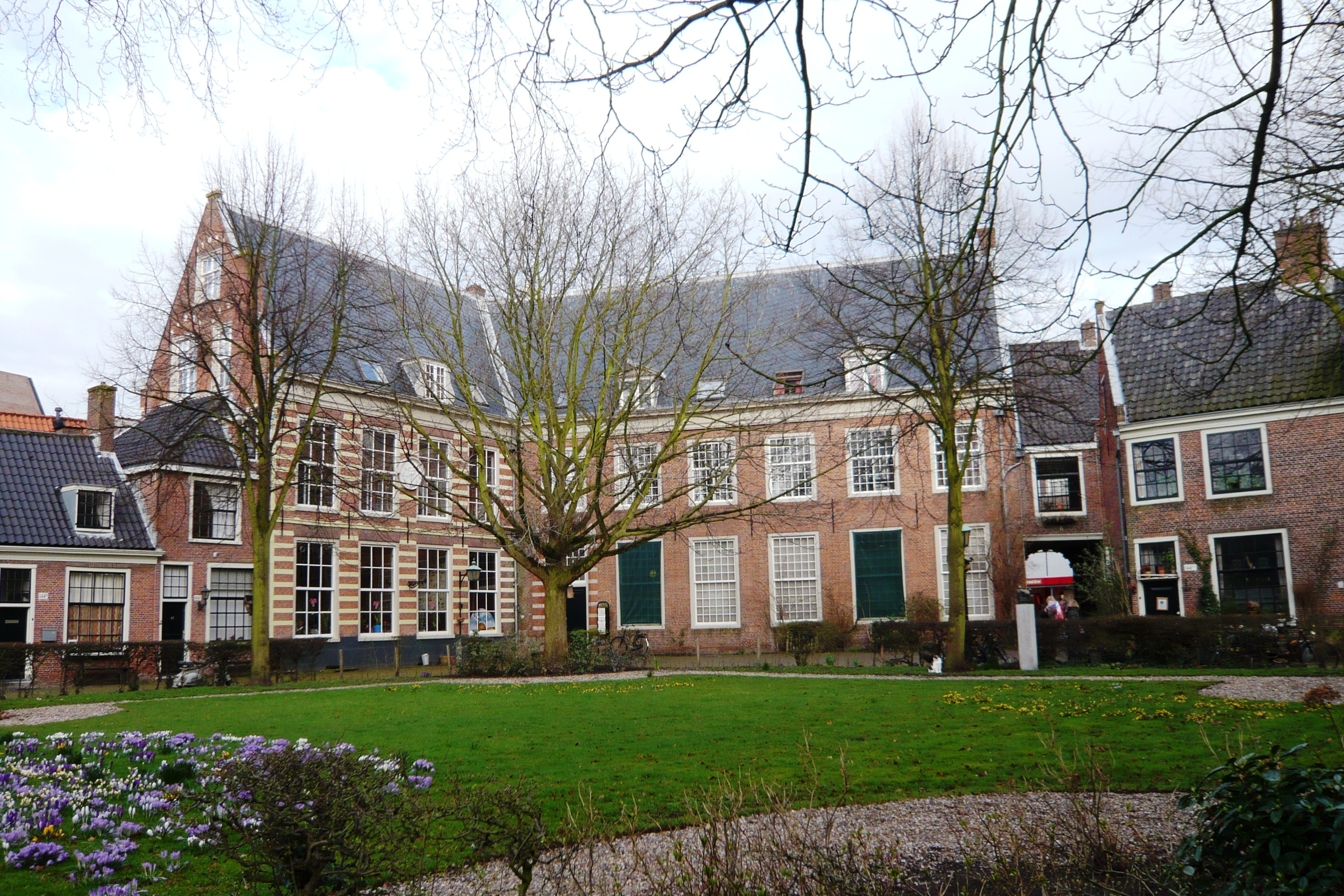
聖ヨリスドゥーレンの主要な建物の眺望。左側には、1592年以来の北棟があり、右側には背後から見たリーフェン・デ・ケイ 様式の古い門がある。

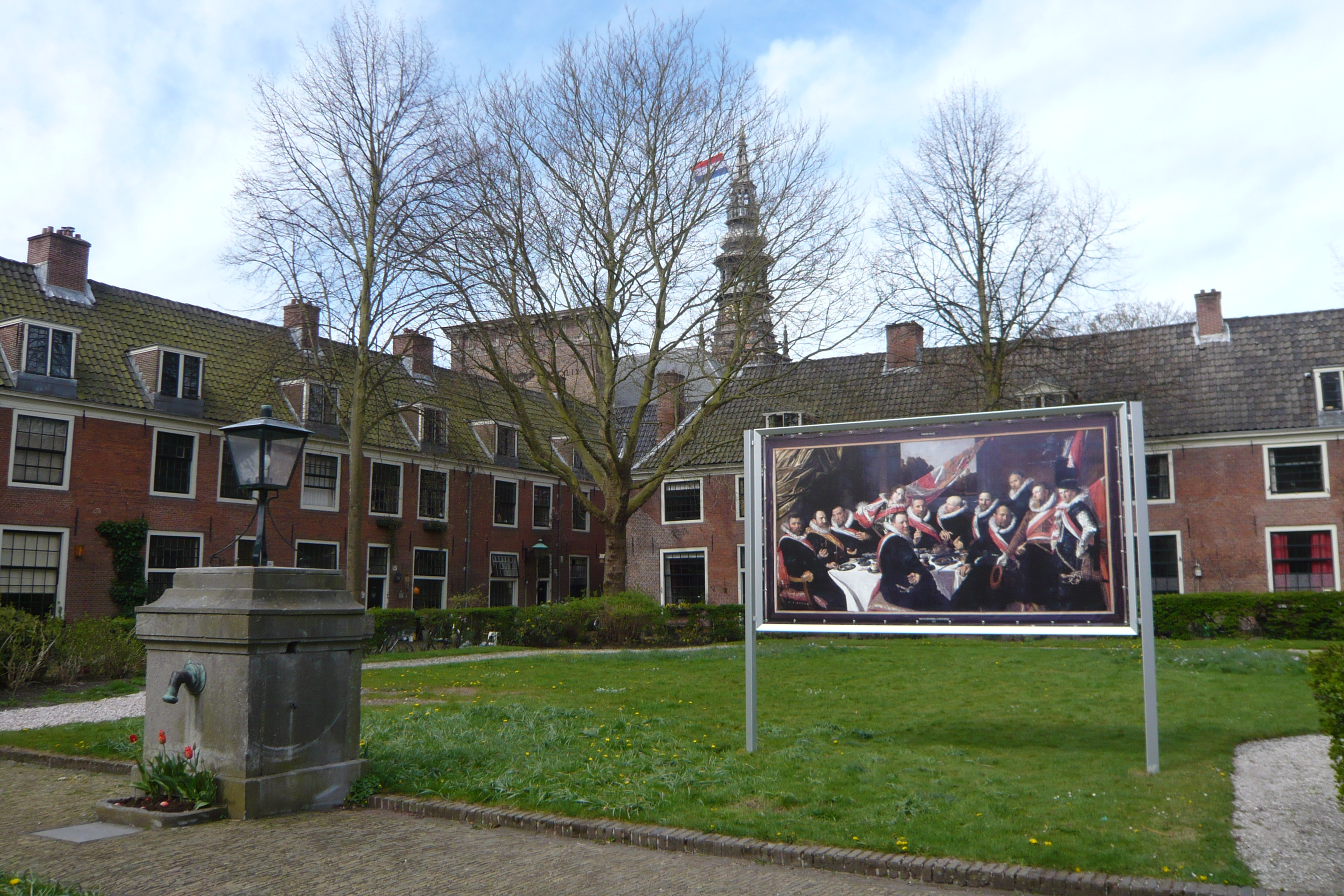
今日、ハールレムのプロフェニールスホフ (Proveniershof) となっている聖ヨリスドゥーレンの庭にある本作の複製。遠くにある塔は、ハールレムの新教会

本作は、現地で描かれたのかもしれない。というのは、フランス・ハルスは、絵画を委嘱した聖ゲオルギウス警備隊本部 (聖ヨリスドゥーレン) の非常に近くにあったペウツェラールステーフ (Peuzelaarsteeg) に居住していたからである。実際、これだけの大きさの絵画を自身のアトリエで仕上げるのは困難であったであろう。市議会に雇用されていた美術品修復家として、ハルスはすでに聖ヨリスドゥーレンで絵画も制作していた。敷地は以前、聖ミヒールスクロ―ステル (St. Michielsklooster) と呼ばれた女性の修道院であった。1577年に古いホールが聖ゲオルギウス警備隊用に改修された後、1592年にルネサンス様式の新しいホールが北側の端に建設された。ハルスとコルネリス・ファン・ハーレムによる絵画は、フローテ・ホウストラート (Grote Houtstraat) の角のそのホールに掛けられた。今日はレストランになっており、その窓からプロフェニールスハイス (Proveniershuis) の庭を望むことができるが、17世紀には射撃練習のための用地であった。

## 遺産

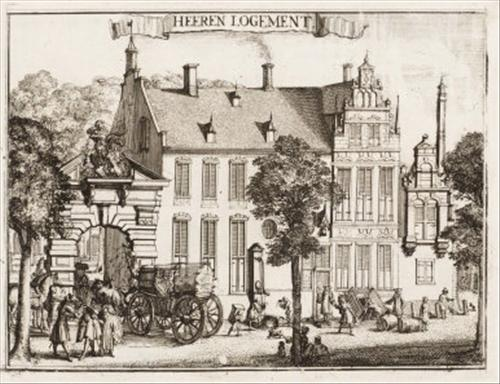
デ・ホーヘ作、フローテ・ストラートから見たヘーレン・ロジュマン (Heeren Logement) の版画 (1688年の地図)。

ハルスの絵画は大成功をおさめた。事実、彼は登場人物たちやその親戚から追加の何点かの肖像画の依頼を受け、同じ警備隊の集団肖像を描く依頼を1627年と1639年にも受けている。後年、ハールレムに訪れた人々は、聖ヨリスドゥーレンの建物が宿になった後も、その場所に掛けられたままであった本作を見ることとなった。宿は、ロメイン・デ・ホーヘ  作の1688年のハールレムの地図に登場しており、建物本来の用途の無言の証人として、竜を打倒している聖ゲオルギウス像のある門が描かれている。
『1616年の聖ゲオルギウス市民警備隊士官の宴会』は、1989年のピーター・グリーナウェイの映画『コックと泥棒、その妻と愛人』に出てくるレストランの壁に登場している。

## 関連作
- 『1627年の聖ゲオルギウス市民警備隊士官の宴会』
- 『1639年の聖ゲオルギウス市民警備隊士官の宴会（英語版）』